# 史基尼尔

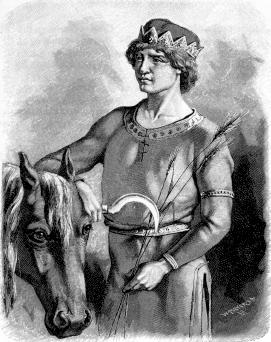
弗雷德里克·桑德（Fredrik Sander）的1893年瑞典版《诗体埃达》中的一张插图

在北欧神话中，史基尼尔（Skírnir，古挪威语意为“明亮的人”）是丰饶之神弗雷的信使和侍从。
在《诗体埃达》中的《史基尼尔之语》（Skírnismál）中，弗雷在遇到葛德之后犯了相思病，于是派遣史基尼尔去約頓海姆向葛德传达求婚之意。葛德起初拒绝了，但在史基尼尔一系列威胁之后，葛德被迫同意嫁给弗雷。史基尼尔完成了使命，并收到了弗雷承诺的神劍作为奖励。
在《散文埃達》的《欺骗古鲁菲》（Gylfaginning）第34章中，史基尼尔也被遣去要求矮人打造神奇绳索“格萊普尼爾”用于捆缚魔狼芬里爾。